# جورج ريد

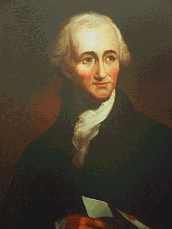
جورج ريد

جورج ريد (بالإنجليزية: George Read) (1733 – 1798) هو سياسي أمريكي وأحد وقعوا اثنين على ثلاثة مستندات بنت الحكومة الأمريكية: عريضة الدستور الأصلية الموجهة للملك، وإعلان الاستقلال، ودستور الولايات المتحدة.
ولد جورج ريد في أملاك العائلة في 17 سبتمبر 1733 في مقاطعة سيسل في ماريلاند، وهو ابن تاجر أيرلندي يدعى جون ريد. تلقى تعليمه في تشيستر، بنسلفانيا ثم في نيو لندن، وأدخل سجل المحاماة في فيلادلفيا بعمر التاسعة عشرة. انتقل بعدها إلى نيوكاسل عام 1754 حيث امتلكت عائلته أراضي هناك. شغل منصب النائب العام في مقاطعات كينت وديلاوير وسوسيكس بين عامي 1763 – 1774، وأوضح للحكومة البريطانية خطورة فرض الضرائب على المستعمرات دون تمثيل مباشر في البرلمان، وذكر في رسالة وجهها عام 1765 إلى السير ريتشارد نيف، الذي أصبح لاحقا مدير مصرف إنكلترا، أن الاستمرار بهذه السياسة سيقود للثورة والاستقلال. وكان عضوا في مجلس ديلاوير لاثني عشر عاما، وكتب خلالها رسالة إلى الملك جورج الثالث عن قضية المستعمرات، وقال اللورد شيلبورن أن الملك أعجب بها لدرجة انه قرأها مرتين. ترك ريد منصبه كنائب عام عندما لم يلحظ أي تغير في سياسة بريطانيا، ودخل في أول مؤتمر أقيم في فيلادلفيا عام 1774. ورغم أنه صوت ضد الاستقلال، فقد وقع في النهاية على إعلان الاستقلال.
كان ريد رئيس أول لجنة بحرية في عام 1775، ورئيس المؤتمر الدستوري في عام 1776، وهو من صاغ أول دستور لولاية ديلاوير، وأول مسودة من قوانين الولاية، وكان نائب الحاكم عليها، وتولى الحكم عليها بعد القبض على الرئيس جون مكينلي، وكان قاضي المحكمة البحرية الوطنية في عام 1782، وتم تفويضة لتسوية النزاعات الحدودية بين ماساتشوستس ونيويورك عام 1785. كما كان مفوضا في مؤتمر أنابوليس عام 1786 الذي سبق مؤتمر فيلادلفيا عام 1787، والذي صيغ فيه دستور الولايات المتحدة، وطالب في المؤتمر الأخير بتمثيل متساوي للولايات الأصغر في مجلس الشيوخ. تم انتخابه مرتين في مجلس الشيوخ بين عامي 1789 و1793، وتولى بعدها منصب رئيس محكمة ديلاوير حتى وفاته في 21 سبتمبر 1798 في نيو كاسل، ديلاوير عن عمر 65 عاما، وكانت وفاته في مدينة نيوكاسل في ديلاوير.
تزوج ريد عام 1763 من غيرترود روس وهي ابنة القس جورج روس وأخت السياسي جورج روس الذي وقع على إعلان الاستقلال. ومن أشقائه توماس ريد (1740 - 1788) أول ضابط في البحرية الأمريكية ينال رتبة عميد بحري، وله ابن يدعى جون ريد (1769 - 1854) محامي ومصرفي.

## روابط خارجية
- جورج ريد على موقع إن إن دي بي (الإنجليزية)